# Kumaniw
Kumaniw (ukr. Куманів, pol. hist. Kumanów) – wieś na Ukrainie, w obwodzie chmielnickim, w rejonie gródeckim.

## Historia
Przybyła ze Śląska rodzina Telefusów herbu Łabędź, za opuszczone tam dobra, otrzymała od króla Polski Władysława Jagiełły w 1416 r. na Podolu: Czelejów, Kumaszów (wł. Kumanów) i Łysiec.